# Davlia
Davlia  este un oraș în Grecia în prefectura Boeotia.